# Provinz Cajamarca
Die Provinz Cajamarca liegt in der Region Cajamarca im Norden Perus bilden. Sie besitzt eine Fläche von 2980 km². Beim Zensus 2017 wurden 369.594 Einwohner gezählt. Im Jahr 1993 lag die Einwohnerzahl bei 230.049, im Jahr 2007 bei 316.152.

## Geographische Lage
Die Provinz Cajamarca liegt in der peruanischen Westkordillere. Sie grenzt im Norden an die Provinz Hualgayoc, im Osten an die Provinzen Celendín, San Marcos und Cajabamba, im Süden an die Region La Libertad und im Westen an die Provinzen Contumazá und San Pablo.

## Verwaltungsgliederung
Die Provinz besteht aus den folgenden 12 Distrikten. Der Distrikt Cajamarca ist Sitz der Provinzverwaltung.
| Distrikt           | Verwaltungssitz |
| ------------------ | --------------- |
| Asunción           | Asunción        |
| Cajamarca          | Cajamarca       |
| Chetilla           | Chetilla        |
| Cospán             | Cospán          |
| Jesús              | Jesús           |
| La Encañada        | Encañada        |
| Llacanora          | Llacanora       |
| Los Baños del Inca | Baños del Inca  |
| Magdalena          | Magdalena       |
| Matara             | Matara          |
| Namora             | Namora          |
| San Juan           | San Juan        |